# Éléonore-Marguerite de Hesse-Hombourg
Éléonore Marguerite de Hesse-Hombourg (* 23 septembre 1679 à Weferlingen; † 24 septembre 1763 à Hombourg) est une princesse de Hesse-Hombourg et chanoinesse a l'Abbaye de Herford.

## Biographie
Éléonore Marguerite est une fille du landgrave Frédéric II de Hesse-Hombourg (1633-1708), le célèbre Prince de Hombourg, de son second mariage avec Louise-Élisabeth de Courlande (1646-1690), fille du duc Jacob Kettler. 
Elle est éduquée sa mère et de sa tante Charlotte-Sophie de Courlande, l'abbesse de l'abbaye d'Herford dans la religion réformée.
Après une vie de célibataire, elle entre au monastère d'Herford en 1761.

## Sources
- Historique Club de la Hesse: Archives pour la région de la hesse Histoire et d'Archéologie, à compte d'auteur de l'Historique de l'Association pour le grand-duché de Hesse, Ed. 21, 1861
- Johann Isaac de Gerning: La vallée de la Lahn et de la Main-Quartiers de Embs à Francfort, P. 154 f.